# Arkæologisk illustration
En arkæologisk illustration er en form for teknisk illustration, der gengiver materiale fra en arkæologisk kontekst i grafisk form.
Der findes en række forskellige typer af arkæologiske illustrationer. Herunder:
- Kartografi: Ved hjælp af opmåling fremstilles udgravningsplaner, hvor placeringen af elementer som søgegrøfter, stolpehuller og fundne genstande kan ses. Også spredningskort over bestemte genstandstyper eller andet hører herunder.
- Fotografering: Bruges både oversigt over arkæologiske udgravninger, genstande og landskaber. Luftfotografing benyttes jævnligt.
- Genstandstegning: Tegning af arkæologisk genstande efter vedtagne normer; som oftest i sort-hvid. Formålet er at skabe illustrationer, der er velegnede til reproduktion, og som tydeligt viser genstandens konstruktion, dekorative detaljer m.m.
- Fortolkende og rekonstruerende illustrationer: Visualiserer resultatet af de arkæologiske undersøgelser. Fx hvordan et jernalderhus har set ud, eller hvordan en hel landsby har set ud.

## Historisk udvikling
Brugen af arkæologisk illustrationer begyndte tidligt. Særligt genstandstegninger har en rig udviklingshistorie som et helt uundværligt element i tiden før fotografiet, men også i dag spiller de en stor rolle.
I Danmark leverede Jon Skonvig i 1600-tallet tegninger til Ole Worms værk Monumenta Danica. Hans tegninger af fx Jellingstenene bærer præg af, at han ikke har formået at gengive motiverne nøjagtigt. Langt mere nøjagtige tegninger leverede Søren Abildgaard i 1700-tallet, men naturalistiske, detaljerede tegninger kom først til i 1800-tallet. Her udmærkede personer som Jacob Kornerup, Julius Magnus-Petersen og A.P. Madsen sig i takt med at arkæologien som videnskab udviklede sig og flere oversigtsværker med gengivelser af fortidsminder og arkæologiske genstande blev udgivet.